# 中華珈蟌
中華珈蟌（學名：Psolodesmus mandarinus）為色蟌科褐頂色蟌屬下的兩個物種之一，其模式標本據記載為中國廈門，但自發表後至今都僅於臺灣有紀錄，故本種通常被視為臺灣特有種。本種有兩個亞種，皆僅見於臺灣本島，兩亞種的分布範圍大致以大甲溪—和平溪為分界。

## 亞種
- Psolodesmus mandarinus subsp. mandarinus , McLachlan, 1870 中華珈蟌原名亞種 (中華珈蟌嘉義亞種、中華珈蟌北台亞種)[4]

```
   主要分布於
台灣
中部以南及東部山區，
苗栗
、
新竹
、
桃園
，棲息低、中
海拔
山區，喜歡陰暗的
溪流
或溝渠。體長54-68
mm
，
雄
蟲頭、胸部綠色具光澤，翅膀透明具紫褐色的光澤，翅端黑色，
雌
蟲腹部較肥大。
[
5
]
```

- Psolodesmus mandarinus subsp. dorothea , Williamson, 1904 中華珈蟌南台亞種[6]

## 外部連線
- 中華珈蟌(南台亞種)-數位典藏與學習聯合目錄 （页面存档备份，存于）